# Segunda República Espanhola

A República Espanhola (em castelhano: República Española), mais comumente conhecida como Segunda República Espanhola (em castelhano: Segunda República Española), foi a forma de governo da Espanha de 1931 a 1939. Proclamada a 14 de abril de 1931 na sequência da vitória republicana nas eleições municipais, teve como primeiro presidente Niceto Alcalá-Zamora, e foi dissolvida a 1 de abril de 1939 com a derrota dos republicanos na Guerra Civil Espanhola para os nacionalistas liderados pelo general Francisco Franco.

## História
Finalizada a ditadura de Primo de Rivera com a demissão voluntária do general Miguel Primo de Rivera, Afonso XIII tentou devolver o debilitado regime monárquico ao caminho constitucional e parlamentar, apesar da debilidade dos partidos dinásticos. O governo da Coroa convocou uma ronda de eleições que deviam injectar legitimidade democrática nas instituições monárquicas.
Em 12 de abril de 1931 celebraram-se as eleições municipais. Quanto a lugares, os monárquicos obtiveram uma clara vantagem, mas o número de votos obtido pelos republicanos foi muito maior; esta contradição era devida ao artigo 29 da constituição presente nesse momento, que promovia o caciquismo. Assim o entenderam o Conde de Romanones e o próprio rei, que constataram a falta de apoio popular. O Monarca renunciou a manter-se no poder, e a 14 de abril de 1931 seguiu para o exílio.
Entretanto, a primeira cidade em que foi içada a bandeira tricolor foi Eibar (dia 13), mas no dia seguinte foi imitada pelas principais cidades espanholas, incluindo Barcelona e Madrid, nas quais as candidaturas republicanas obtiveram maiorias muito folgadas.
Afonso XIII abandonou Espanha sem abdicar formalmente e exilou-se em Paris, fixando posteriormente residência em Roma. Em janeiro de 1941, abdicou em favor do seu terceiro filho, Juan de Borbón. Faleceu a 28 de fevereiro desse ano.

## Constituição de 1931
A Constituição Espanhola de 1931 foi aprovada a 9 de dezembro de 1931 pelas Cortes Constituyentes após as eleições desse ano que originaram a proclamação da Segunda República Espanhola. Esteve em vigor até o final da Guerra Civil Espanhola em 1939. A República espanhola no exílio continuou reconhecendo a sua vigência até 1977, quando o processo político da chamada Transição Espanhola permitiu a redação de uma nova Constituição democrática.
A constituição organizava-se em 9 capítulos (125 artigos ao todo) e duas disposições transitórias.

## Etapas da república

### 1931
- 14 de abril: Após eleições locais ganhas pelos republicanos, declara-se em Espanha a Segunda República.
- 11 de maio: Conventos, colégios e centros católicos são incendiados e assaltados. Seis destes são destruídos.
- 16 de junho: O cardeal primaz Segura, após censurar o regime republicano com linguajar agressivo e após organizar encontros clandestinos antirrepublicanos, é expulso do país pelo ministro Miguel Maura, profundamente católico, que tomou a decisão sem consultar o resto do gabinete.[2]
- 14 de outubro: Alcalá Zamora abandona o cargo de Presidente em protesto contra os artigos 24 e 26 da nova constituição republicana, que separavam Igreja e Estado e aboliam privilégios do clero e da Igreja.
- 21 de outubro: A lei de Defesa da República regula a censura de imprensa, prevista no artigo 42 da constituição de 1931 para casos de emergência.
- 9 de dezembro: Aprovação pelas Cortes da Constituição da República Espanhola de 1931.

### 1932
- 24 de janeiro: O governo dá ordem de dissolução da Companhia de Jesus e confisca todos os seus bens em Espanha.
- 10 de agosto: Pronunciamento fracassado do general Sanjurjo ('Sanjurjada'). Sanjurjo é detido em Huelva, quando tentava fugir para Portugal. Julgado e condenado à morte, o Presidente da República comuta-a em cadeia perpétua.

### 1933
- 9 de outubro: Dissolução das Cortes e convocação de eleições.
- 29 de outubro: Fundação da Falange Espanhola por José António Primo de Rivera.

### Segunda República Espanhola no exílio
As instituições republicanas espanholas no exterior, denominadas República Espanhola no exílio, continuaram representando a legalidade da Constituição de 1931 após a vitória dos nacionalistas na Guerra Civil Espanhola. Mantiveram a continuidade dessa representação entre 1939 e 1977. A sede do governo no exílio localizou-se primeiro na Cidade do México, transferindo-se, em 8 de fevereiro de 1946, para Paris.[carece de fontes?]